# Batanes-Babuyan

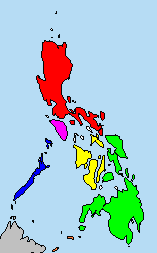
De biogeografische regio's van de Filipijnen, met de Batanes- en Babuyaneilanden nauwelijks waarneembaar ten noorden van Luzon (in het rood).

Batanes-Babuyan is een aanduiding voor een aantal eilanden ten noorden van Luzon in de Filipijnse provincies Batanes en Cagayan (Babuyaneilanden). Deze eilanden behoren tot de zogenaamde "oceanische Filipijnen", het deel van de archipel dat nooit met het vasteland verbonden is geweest (Groot-Palawan en meer zuidelijke eilanden als Borneo en Sumatra waren in het Pleistoceen een deel van het Aziatische vasteland; dit gebied wordt de Sunda Shelf genoemd). Op deze kleine eilanden ontbreken allerlei soorten die vrijwel overal in de Filipijnen voorkomen, zoals de Filipijnse vliegende hond, de Filipijnse sambar en Rattus everetti. Twee zoogdieren op deze eilanden (Pteropus dasymallus en Crocidura attenuata) zijn zelfs duidelijk niet verwant aan Filipijnse vormen, maar zijn vanuit het noorden op de eilanden terechtgekomen. Aan de andere kant komen er ook endemische Filipijnse soorten als Rhinolophus virgo voor.